# P. J. Clarke's
P. J. Clarke's é uma famosa cadeia de restaurantes norte-americana. Foi fundada em 1884, na cidade de Nova Iorque. No Brasil a rede possui apenas três restaurantes, dois situados na  cidade de São Paulo e um no Rio de Janeiro. Em 2014, a filial do Rio de Janeiro foi notícia pela apreensão de 280 quilogramas de carne e pães impróprios para o consumo, na operação "Rio 40 graus", do PROCON.